# Roberto Ibáñez (poeta)
Roberto Ibáñez (Montevideo, 13 de enero de 1907 - 28 de agosto de 1978) fue un poeta, crítico literario, ensayista y docente uruguayo.

## Biografía
Ejerció la docencia en la Facultad de Humanidades y Ciencias donde estuvo a cargo de la cátedra de Literatura Uruguaya. Fue director del Instituto Nacional de Investigaciones y Archivos Literarios de Montevideo, que fundó en 1947, y profesor de literatura en la enseñanza secundaria. Estuvo casado con la también poetisa Sara de Ibáñez.

## Obras
Roberto Ibáñez escribió los siguientes libros de poesía:
- (1925) Olas...
- (1927) La danza de los horizontes, poemas de la eternidad, de cielo y de playa.
- (1939) Mitología de la sangre.
- (1961) La frontera.
- (1967) La frontera y otras moradas.

En cuanto a ensayo y a crítica, publicó las siguientes obras:
- (1936) Gustavo Adolfo Bécquer.
- (1947) Originales y documentos de José Enrique Rodó.
- (1955) Índice crítico. Originales y documentos de Juan Zorrilla de San Martín.
- (1959) La Leyenda Patria y su contorno histórico.
- (1959) Cartas inéditas a Horacio Quiroga. Tomo II.
- (1964) Presentación de Él (Artigas), de Rubén Darío.
- (1968) Americanismo y modernismo.
- (1969) La cultura del '900.